# Michael Seater
Michael Bruce Patrick Seater, född 15 januari 1987 i Toronto, Ontario, är en kanadensisk skådespelare. Han känd från rollen som Derek i TV-serien Life with Derek.

### Fotnoter
1. ↑  ”Michael Seater”. IMDb.com. http://www.imdb.com/name/nm0780817/. Läst 16 september 2012.